# Australopithecus afarensis
Australopithecus afarensis là một loài thuộc phân tông australopithecine đã tuyệt chủng từng sinh sống tại Đông Phi vào khoảng 3,9–2,9 triệu năm trước (mya) thuộc thế Thượng Tân. Các nhà khảo cổ phát hiện hóa thạch của loài này lần đầu tiên vào những năm 1930, song phải tới những năm 1970 thì nhiều mẫu vật mang tính đột phá mới dần lộ diện. Từ năm 1972 đến năm 1977, Đoàn thám hiểm nghiên cứu Afar quốc tế (International Afar Research Expedition) dẫn đầu bởi các nhà nhân chủng như Maurice Taieb, Donald Johanson và Yves Coppens đã khai quật được hàng trăm mẫu vật hominin ở Hadar, Ethiopia, đáng kể nhất trong số đó là hài cốt AL 288-1 (biệt danh "Lucy") trong tình trạng bảo tồn cực kỳ tốt và bộ mẫu vật AL 333 (biệt danh "Gia đình đầu tiên"). Năm 1974, Mary Leakey dấn dắt một đoàn điền dã tới Tanzania và thu được nhiều đường dấu chân hóa thạch tại đó. Năm 1978, A. afarensis lần đầu tiên được mô tả khoa học, song lúc đó giới khảo cổ còn tranh luận rằng nên tách các mẫu vật thành các loài riêng bởi sự khác biệt hình thái có thể thấy giữa các hóa thạch. Hiện nay, các khác biệt này được coi là dị hình giới tính, tức là sự khác biệt giữa đực và cái chứ không phải giữa hai loài khác nhau. A. afarensis có lẽ là hậu duệ của loài A. anamensis và tổ tiên trực hệ của chi Homo theo một số tác giả (điều này bị tranh cãi).
A. afarensis sơ hữu khuôn mặt dài, cung lông mày mỏng và hàm răng nhô. Xương hàm của chúng khá chắc chắn và giống khỉ đột. Kích thước của A. afarensis còn bị bàn cãi, bao gồm nhiều lập luận ủng hộ và chống lại sự khác biệt kích thước giữa đực và cái. Lucy được ước tính cao khoảng 105 cm (3 ft 5 in) và nặng khoảng 25–37 kg (55–82 lb), song phải lưu ý cá thể này khá nhỏ so với các mẫu điển hình. Hơn nữa, một mẫu có vẻ là đực được ước tính cao khoảng 165 cm (5 ft 5 in) và nặng khoảng 45 kg (99 lb). Sự khác biệt kích thước giữa đực và cái dường như bị gây ra bởi thiên lệch lấy mẫu. Xương chân và các đường dấu vết hóa thạch Laetoli chứng tỏ A. afarensis đi đứng bằng hai chân, mặc dù chúng đi bộ kém hiệu quả hơn nếu so với người hiện đại. Cánh tay và bả vai của chúng trông giống đười ươi và khỉ đột, dường như ngụ ý chúng vẫn sống một phần trên cây, hoặc hình thái đó chỉ là dấu tích được thừa hưởng từ tổ tiên chung cuối cùng người-tinh tinh chứ không có vai trò sinh học (giống xương cụt ở người hiện đại).
A. afarensis có lẽ là loài ăn tạp thực vật rừng C3, thực vật xavan C4 và CAM, và kể cả những loài thú ăn thực vật. A. afarensis dường như sinh sống ở một loạt kiểu môi trường chẳng hạn như đồng cỏ hoặc rừng cây, vùng cây bụi và rừng ven hồ hoặc ven sông. Bằng chứng tiềm năng về công cụ bằng đá của A. afarensis cho thấy thịt là một phần chế độ ăn của chúng. Nếu A. afarensis thực sự bộc lộ dị hình giới tính giữa đực và cái thì rất có thể xã hội của chúng theo đa thê (một hành vi có thể thấy ở nhiều loài linh trưởng), song động lực quần thể ở vượn nhân rất khó để suy đoán chính xác. Những vượn nhân sơ khai không đứng đầu chuỗi thức ăn mà thường bị các loài dã thú như linh cẩu hoặc các đại miêu săn đuổi.